# Thelymitra rubra
Thelymitra rubra es una especie de orquídea perteneciente a la familia Orchidaceae que es endémica en Australia.

## Descripción
Es una orquídea de pequeño tamaño, que prefiere el clima fresco. Tiene hábito terrestre  con una sola hoja, delgada, canalizada a cilíndrica que florece en la primavera en una inflorescencia erecta de 22,5 cm de largo. Las inflorescencias, con flores fragantes, que sólo abre en los días soleados, recibe el nombre común de "Sun Orchid, (orquídea de sol)".

## Distribución y hábito
Se encuentra en Nueva Gales del Sur, Victoria, Tasmania y Australia del Sur en las elevaciones desde el nivel del mar hasta los 800 metros donde crece  en brezales, bosques abiertos y  tierras arboladas. 

## Taxonomía
Thelymitra rubra fue descrita por Robert D. FitzGerald y publicado en The Gardeners' Chronicle & Agricultural Gazette 1: 495. 1882.
Etimología
Thelymitra: nombre genérico que deriva de las palabras griegas thely = (mujer) y mitra = (sombrero), refiriéndose a la forma de  la estructura del estaminodio o estambre estéril en la parte superior de la columna que es llamado mitra.
rubra: epíteto latino que significa "de color rojo".
Sinonimia
- Thelymitra carnea var. rubra (Fitzg.) J.Z.Weber & R.J.Bates
- Thelymitra elizabethiae F.Muell.
- Thelymitra rubra var. magnanthera Rupp
- Thelymitra urnalis Fitzg.[5]